# Douro-Dummer
Douro-Dummer es un municipio canadiense situado en la provincia de Ontario.

## Superficie
Douro-Dummer tiene una superficie de 459,46 km².

## Demografía
En 2021, tenía 7632 habitantes, una densidad poblacional de 16,6 hab./km², y 3601 viviendas.